# Barbara Špiler
Barbara Špiler, slovenska atletinja, * 1. februar 1992, Brežice.
V Brežicah rojena Barbara Špiler je metalka kladiva in članica AK Brežice. Trenutna državna rekorderka z metom 71,25m dosežen maja 2012 v Čakovcu, Hrvaška.

v Kanadskem Monctonu je na mladinskem svetovnem prvenstvu 2010 osvojila 2. mesto z rezultatom 65,28m.
Svoj dosežek je izboljšala na Evropskem mladinskem prvenstvu 2011 v Talinu kjer je osvojila 1. mesto z izidom 67,06.
V sezoni 2012 je nastopila na XXX. Olimpijskih igrah v Londonu z rezultatom  67,21m dosegla v kvalifikacijah 29. mesto in na Evropskem prvenstvu v Helskinkih 65,37m 16. mesto v kvalifikacijah.